# Vasilij Aleksandrovitj af Rusland
Prins Vasilij Aleksandrovitj af Rusland (russisk: Василий Александрович Романов; tr. Vasilij Aleksandrovitj Romanov) (7. juli 1907 – 24. juli 1989) var en russisk prins fra Huset Romanov. Han var det syvende og yngste barn af storfyrst Aleksandr Mikhailovitj af Rusland og hans hustru storfyrstinde Ksenija Aleksandrovna af Rusland.

## Biografi
Prins Vasilij Aleksandrovitj blev født på Gattjina-paladset, nær Sankt Petersborg, Rusland den 7. juli 1907. Han var den sjette søn og syvende barn blandt syv søskende. Hans forældre, storfyrst Aleksandr Mikhailovitj og storfyrstinde Ksenija Aleksandrovna var halvfætter og -kusine. Gennem sin far var han dermed medlem af Huset Romanov, barnebarn af Storfyrst Mikhail Nikolajevitj af Rusland og oldebarn af Kejser Nikolaj 1. af Rusland. Gennem sin mor var han barnebarn af Kejser Aleksandr 3. af Rusland og oldebarn af Kong Christian 9. af Danmark. Som oldebarn af en russisk kejser havde han titel af prins og prædikat af højhed.
Prins Vasilij giftede sig den 31. juli 1931 i New York City i et morganatisk ægteskab med fyrstinde Natalija Aleksandrovna Golitsina. De fik en datter, Fyrstinde Marina Vasilijevna Romanova.
Prins Vasilij døde 81 år gammel den 24. juni 1989 i Woodside i Californien i USA.

## Eksterne links
- Wikimedia Commons har flere filer relateret til Vasilij Aleksandrovitj af Rusland